# Colpo di Stato del 19 giugno 1965
Il colpo di Stato del 19 giugno 1965 ebbe luogo in Algeria su iniziativa dell'allora Ministro della Difesa algerino Houari Boumédiène, con lo scopo di rovesciare il Presidente della Repubblica algerina, Ahmed Ben Bella, del quale Houari Boumédiène prese il posto, mantenendolo dal 1965 al 1978.

## Contesto

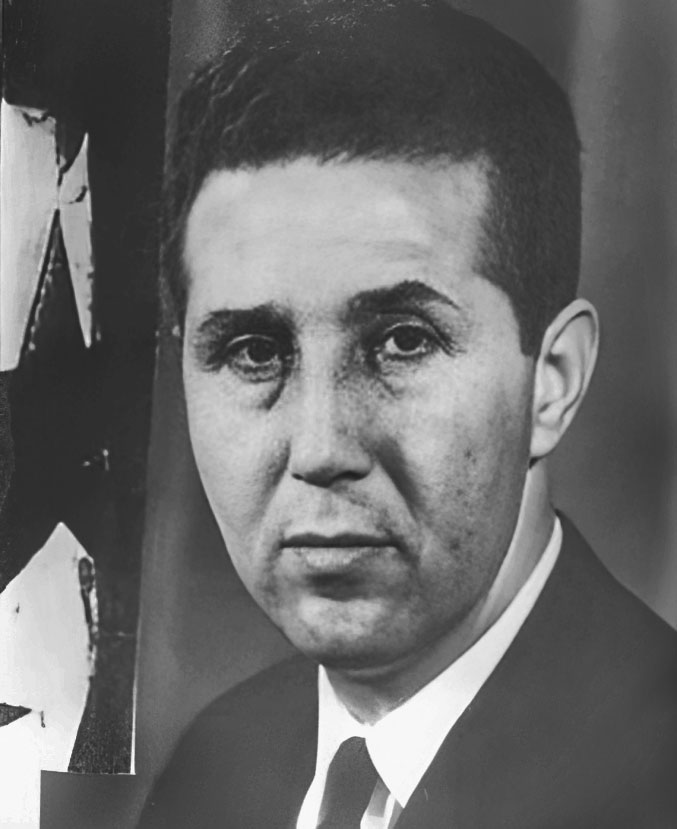
Ahmed Ben Bella, primo presidente della Repubblica algerina.

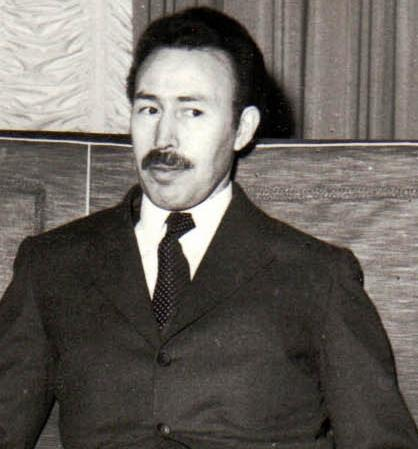
Il colonnello Boumédiène, ministro della Difesa.

L'Algeria divenne uno stato indipendente a seguito del Referendum per l'autodeterminazione dell'Algeria del 1º luglio 1962. Il Paese conobbe subito un conflitto durante la crisi dell'estate 1962, che oppose il Governo provvisorio della Repubblica algerina (GPRA), firmatario degli accordi di Évian, e l'Ufficio politico, formato da Ahmed Ben Bella, che aveva firmato un patto con il "clan d'Oujda" – alla sua testa il colonnello Houari Boumédiène, capo di Stato Maggiore Generale della famosa "Armata delle frontiere", forte di 35 000 uomini, ben equipaggiata e disciplinata. Ben Bella impose a poco a poco la sua autorità.
Con l'appoggio militare del colonnello Boumédiène, egli organizzò le elezioni per un'Assemblea costituente il 20 settembre 1962, che lo designò come capo del primo governo algerino. L'anno successivo egli divenne Presidente della Repubblica algerina indipendente, con il referendum del 15 settembre 1963, nel quale ottenne 5 085 103 voti. Con discrezione il colonnello Boumédiène divenne vicepresidente del governo e Ministro della Difesa dal 1963 e quindi capo dell'Esercito Nazionale Popolare algerino (ANP), erede dell'"esercito delle frontiere", che egli non cessò di rafforzare ed equipaggiare, rivolgendosi all'Unione Sovietica. In quella carica egli dirigeva anche l'onnipresente Sicurezza Militare, vera e propria polizia segreta a disposizione del capo delle Forze armate.
(Dichiarazione attribuita a Boumédiène dal suo clan)
Non osando attaccare direttamente il colonnello Boumédiène, Ben Bella cercò di ridurre l'influenza del "clan d'Oujda" all'interno del suo governo. Provocò le dimissioni di Ahmed Medeghri, ministro dell'interno, poi spinse Ahmed Kaïd a rinunciare al Ministero del Turismo. Nel corso di un rimpasto ministeriale nel dicembre 1964, egli ridusse considerevolmente le prerogative di Chérif Belkacem, uno dei membri del "clan d'Oujda", ministro dell'Orientamento, che aveva l'autorità sull'informazione, l'educazione nazionale e la gioventù. Il Presidente della Repubblica, già capo del governo e segretario generale del FLN, si attribuì i portafogli degli Affari Interni, delle Finanze e dell'Informazione. Ben Bella raggruppò sotto il suo nome tutte le opposizioni. Il suo Ministro della Sanità, il dottor Mohamed-Seghir Nekkache, lo mise in guardia fiutando il pericolo..
Il 28 maggio 1965, mentre il colonnello Boumédiène rappresentava l'Algeria alla Conferenza dei Capi di governo arabi a Il Cairo, Ben Bella annunciò che avrebbe ritirato ad Abdelaziz Bouteflika, altro membro del "clan d'Oujda", il suo portafoglio di Ministro degli Affari Esteri. Bouteflika avvertì subito il colonnello Boumédiène, che rientrò prontamente ad Algeri e riunì i suoi compagni del "clan d'Oujda" cui si aggiunsero gli ufficiali chaoui, tra i quali Tahar Zbiri, Saïd Abid, Ahmed Draia, Salah Soufi et Abdelaziz Zerdani. Tutti erano favorevoli al rovesciamento di Ben Bella. L'operazione fu preparata accuratamente.

## Il colpo di Stato
La villa Joly, ove risiedeva il capo di Stato, è situata nello stesso quartiere ove si trovava l'appartamento del colonnello Boumédiène, in prossimità della villa Arthur, ove abitava Bouteflika e non lontano dallo Stato maggiore dell'ANP, ove fu messo a punto il complotto.. Fu al Capo di Stato maggiore dell'esercito, il colonnello Tahar Zbiri, e alla Sicurezza Militare, che Boumédiène affidò il compito di mettere agli arresti il presidente della Repubblica.
Ben Bella fu sorpreso nel suo letto alle 2 e 30 del mattino del 19 giugno 1965.. Il colonnello Zbiri, accompagnato da Ahmed Draia, direttore della Sicurezza, e da Saïd Abid, comandante la prima regione militare della Grande Algeri, lo svegliò brutalmente e imponendogli di vestirsi, gli comunicò solennemente:
(Il colonnello Zbiri a Ben Bella, al momento dell'arresto di quest'ultimo)
Circondato dai tre ufficiali, il presidente fu fatto salire su una autovettura nera che lo condusse verso destinazione ignota. Boumédiène, nel suo quartier generale, attendeva il rapporto dei suoi uomini e ricevette la conferma telefonica dell'arresto direttamente dal colonnello Zbiri.
All'alba l'esercito del colonnello Houari Boumédiène prese il potere e gli Algerini si risvegliarono constatando la presenza di carri armati e soldati in tutti i punti strategici della capitale. Le trasmissioni abituali della Radio algerina furono rimpiazzate da musiche militari e dalla diffusione di comunicati in lingua araba e in lingua francese. Il presidente deposto vi era qualificato come "despota" e "tiranno". Alle 12 e 05, in un messaggio radiodiffuso, il colonnello Boumédiène annunciò la creazione di un Consiglio della Rivoluzione che avrebbe assunto tutti i poteri.
Questo colpo di stato ebbe luogo alla vigilia del summit afro-asiatico previsto ad Algeri, al quale dovevano partecipare il Primo Ministro cinese Zhou Enlai e il Presidente egiziano Nasser e nel corso del quale il presidente algerino Ben Bella doveva apparire come uno dei principali capi del terzo mondo. Esso avveniva inoltre qualche mese dopo l'accordo segreto tra Ben Bella e il Fronte delle Forze Socialiste (FFS) di Hocine Aït Ahmed, che era entrato in conflitto nel suo feudo di Cabilia dal 1963. Il colonnello Boumédiène, le cui truppe, dopo un anno e mezzo, erano il quadruplo di quelle partigiane della Cabilia, non era favorevole a quest'incontro.
Dal punto di vista tecnico il colpo di stato fu condotto con mano maestra, senza alcuna difficoltà né bagni di sangue. La stampa estera rimase vietata dalla vigilia del colpo di stato e le comunicazioni telefoniche interrotte per quarantotto ore.

### Caccia ai seguaci di Ben Bella e agli esponenti della sinistra
All'indomani del colpo di stato, fu lanciata la caccia ai seguaci di Ben Bella e agli oppositori di sinistra nei vicoli della capitale, talvolta massiccia e violenta. I camion dell'esercito solcavano le vie di Algeri, i manifestanti, circa 2-3000 persone, le percorrevano al grido di «Boumédiène assassino». La radio lanciava appelli alla calma e minacce contro i manifestanti. Ebbero luogo numerosi arresti, fra i quali quelli di 50 francesi di estrema sinistra, partigiani di Ben Bella. A Costantina, gli arresti e le sparizioni si moltiplicavano nel corso delle settimane. Ad Annaba vi furono numerosi arresti e un centinaio di morti. A Orano le strade erano suddivise a settori dagli automezzi militari dotati di mitragliatori e da pattuglie. Una manifestazione spontanea di studenti si formò nella piazza d'Armi e molti di loro furono arrestati dalla Sicurezza militare.
Il primo Presidente della Repubblica algerina, Ben Bella, restò agli arresti per quindici anni e non fu liberato che il 30 ottobre 1980, sotto la presidenza di Chadli Bendjedid, e venne inviato in esilio in Svizzera. Egli creò allora il Movimento per la Democrazia in Algeria e si avvicinò a Hocine Aït Ahmed. Egli tornò in Algeria il 27 settembre 1990. Nel 2009 assistette al giuramento del presidente Abdelaziz Bouteflika e predicò la riconciliazione con gli islamisti del Fronte Islamico di Salvezza (FIS).

### Cinema
Qualche giorno prima del colpo di Stato, il regista italiano, Gillo Pontecorvo, girava un film sulla battaglia di Algeri e quando ebbe luogo il colpo di Stato, i carri armati di Boumédiène si distribuirono nelle vie di Algeri: "Credevo che si trattasse di un film", ricorda un giornalista e la maggior parte degli algerini la pensavano come lui ("Ci si era abituati ai carri armati di Pontecorvo, salvo che questo colpo era di quelli veri").  Gli uomini del colonnello Boumédiène si rivolgevano alla popolazione :
()

## Celebrazioni
Ufficiosamente il regime di Boumédiène terminò nel dicembre 1978, con la morte del presidente Houari Boumédiène e lo scioglimento del Consiglio della Rivoluzione. Il 19 giugno, celebrato come "giornata nazionale" (non  lavorativa e pagata), è finito con lo scomparire, nel 2005, dal calendario delle festività nazionali.